# 卡里亚帕蒂
卡里亚帕蒂（Kariapatti），是印度泰米尔纳德邦Virudhunagar县的一个城镇。总人口13974（2001年）。

## 人口
该地2001年总人口13974人，其中男性6956人，女性7018人；0—6岁人口1823人，其中男929人，女894人；识字率69.12%，其中男性为75.79%，女性为62.51%。